# Un colpo da otto
Un colpo da otto (The League of Gentlemen) è un film del 1960 diretto da Basil Dearden.
Il soggetto è tratto dal libro The League of Gentlemen di John Boland (1958), con adattamento per la sceneggiatura di Bryan Forbes.

## Trama
Un veterano scontento di essere stato pensionato dopo un lungo servizio, recluta un gruppo di colleghi caduti in disgrazia per eseguire una rapina in banca.

## Riconoscimenti
- 1960 – Festival internazionale del cinema di San Sebastián
  - Concha de Plata al miglior attore a Richard Attenborough, Jack Hawkins, Bryan Forbes, Roger Livesey, Nigel Patrick